# Dysdera kourosh
Espèce
Dysdera kourosh est une espèce d'araignées aranéomorphes de la famille des Dysderidae.

## Distribution
Cette espèce est endémique de la province du Fars en Iran,. Elle se rencontre vers Djahrom.

## Description
La carapace du mâle holotype mesure 2,77 mm de long sur 2,11 mm et l'abdomen 2,54 mm.

## Systématique et taxinomie
Cette espèce a été décrite par Bellvert, Zamani et Dimitrov en 2024.

## Étymologie
Cette espèce est nommée en l'honneur de Kourosh.

## Publication originale
- Bellvert, Dimitrov, Zamani & Arnedo, 2024 : « Integrating museum collections and molecules reveals genus-level synonymy and new species in red devil spiders (Araneae, Dysderidae) from the Middle East and Central Asia. » European Journal of Taxonomy, vol. 921, p. 201-235 (texte intégral).